# Béni Badibanga
Béni Badibanga Diata (ur. 19 lutego 1996) – kongijski piłkarz, grający na pozycji napastnika. W sezonie 2021/2022 zawodnik Rai Casablanca. Reprezentował młodzieżowo Belgię, której posiada obywatelstwo.

## Kariera klubowa

### Standard Liège (2015–2018)
Zaczynał karierę w Standardzie Liège, do pierwszej drużyny przedostał się w 2015 roku. Zadebiutował tam 25 lipca w meczu przeciwko KV Kortrijk, przegranym 2:1, grając 8 minut. Pierwszego gola strzelił 27 grudnia w meczu przeciwko Royal Excel Mouscron, wygranym 3:0. Do siatki trafił w 39. minucie. Pierwszą asystę zaliczył 3 kwietnia 2016 roku w meczu przeciwko Waasland-Beveren, wygranym 0:1. Asystował przy golu w 45. minucie. Łącznie zagrał 27 meczów, strzelił gola i miał asystę. W 2016 roku zdobył z tym klubem Puchar Belgii.

#### Wypożyczenie do Rody JC Kerkrade (2017)
27 stycznia 2017 roku został wypożyczony do Rody JC Kerkrade. W holenderskim zespole zadebiutował 17 lutego w meczu przeciwko Go Ahead Eagles, wygranym 1:0, grając 24 minuty. Pierwszą asystę zaliczył 6 kwietnia w meczu przeciwko PEC Zwolle, wygranym 2:1. Asystował przy golu w 89. minucie. Łącznie w Holandii zagrał 9 meczów i zaliczył asystę.

#### Wypożyczenie do Lierse SK (2018)
31 stycznia 2018 roku został wypożyczony do Lierse SK. W tym klubie zadebiutował 3 lutego w meczu przeciwko KVC Westerlo, przegranym 6:0, grając 45 minut. Łącznie zagrał 10 meczów.

### Waasland-Beveren (2018–2020)
2 lipca 2018 roku został graczem Waasland-Beveren. W tym zespole zadebiutował 28 lipca w meczu przeciwko SV Zulte Waregem, zremisowanym 2:2, grając cały mecz. Pierwszą asystę zaliczył 26 sierpnia w meczu przeciwko KRC Genk, przegranym 3:2. Asystował przy golu w 74. minucie. Pierwszego gola strzelił 11 maja 2019 roku w meczu przeciwko Cercle Brugge, wygranym 2:1. Do siatki trafił w 83. minucie. Łącznie zagrał 53 mecze, strzelił 4 gole i zaliczył 5 asyst.

### Royal Excel Mouscron (2020–2022)
20 lipca 2020 roku został graczem Royalu Excel Mouscron. W klubie tym zadebiutował 8 sierpnia w meczu przeciwko Royal Antwerp FC, zremisowanym 1:1, grając 72 minuty. W sumie zagrał 26 ligowych spotkań.

### Raja Casablanca (2022–)
22 stycznia 2022 roku dołączył do Rai Casablanca.

## Kariera reprezentacyjna
Zagrał 4 spotkania w kadrze Belgii U-19.

## Życie prywatne
Ma brata Ziguy'a, także piłkarza.